# Dorota Kwaśny
Dorota Ewa Kwaśny (* 11. September 1972 in Bielsko-Biała) ist eine ehemalige polnische Skilangläuferin.

## Werdegang
Kwaśny trat international erstmals bei den Weltmeisterschaften 1991 im Val di Fiemme in Erscheinung. Dort belegte sie den 41. Platz über 5 km klassisch und den 35. Rang über 15 km klassisch. Bei den Olympischen Winterspielen 1992 in Albertville lief sie auf den 35. Platz über 15 km klassisch, auf den 24. Rang über 5 km klassisch und auf den 21. Platz in der Verfolgung. Zudem wurde sie dort zusammen mit Małgorzata Ruchała, Bernadeta Bocek-Piotrowska und Halina Nowak Zehnte in der Staffel. Im folgenden Jahr holte sie bei den Weltmeisterschaften in Falun  mit dem 27. Platz in der Verfolgung und dem 17. Platz über 30 km Freistil ihre ersten Weltcuppunkte und mit dem 45. Platz im Gesamtweltcup ihr bestes Gesamtergebnis. Dieser 17. Platz war zugleich ihre beste Einzelplatzierung im Weltcup. Bei den Olympischen Winterspielen 1994 in Lillehammer belegte sie den 38. Platz über 5 km klassisch, den 28. Rang in der Verfolgung und den 22. Platz über 15 km Freistil. Zudem errang sie dort zusammen mit Mićhalina Maciuszek, Małgorzata Ruchała und Bernadeta Bocek-Piotrowska den achten Platz in der Staffel. Ihre beste Platzierung bei den Weltmeisterschaften 1995 in Thunder Bay war der 17. Platz in der Verfolgung und bei den Weltmeisterschaften 1997 in Trondheim der 27. Platz über 15 km Freistil und der 13. Rang mit der Staffel. Bei den Olympischen Winterspielen 1998 in Nagano kam sie auf den 61. Platz über 5 km klassisch, auf den 50. Rang über 15 km klassisch und auf den 49. Platz in der Verfolgung. Zudem errang sie dort zusammen mit Katarzyna Gębala, Małgorzata Ruchała und Bernadeta Bocek-Piotrowska den 13. Platz in der Staffel. Bei den Weltmeisterschaften 2001 in Lahti lief sie auf den 41. Platz über 10 km klassisch, auf den 33. Rang über 15 km klassisch und auf den 16. Platz im Skiathlon. Ihr letztes Weltcuprennen absolvierte sie im Dezember 2001 in Ramsau am Dachstein, welches sie aber vorzeitig beendete.
Bei polnischen Meisterschaften siegte Kwaśny fünfmal mit der Staffel (1993–1997), dreimal über 5 km klassisch (1991, 1996, 2000), jeweils zweimal über 10 km Freistil (1993, 2000), 15 km Freistil (1996, 2000) und 30 km Freistil (1997, 2000) und einmal über 5 km Freistil (1993).

## Teilnahmen an Weltmeisterschaften und Olympischen Winterspielen

### Olympische Winterspiele
- 1992 Albertville: 10. Platz Staffel, 21. Platz 10 km Verfolgung, 24. Platz 5 km klassisch, 35. Platz 15 km klassisch
- 1994 Lillehammer: 8. Platz Staffel, 22. Platz 15 km Freistil, 28. Platz 10 km Verfolgung, 38. Platz 5 km klassisch
- 1998 Nagano: 13. Platz Staffel, 49. Platz 10 km Verfolgung, 50. Platz 15 km klassisch, 61. Platz 5 km klassisch

### Nordische Skiweltmeisterschaften
- 1991 Val di Fiemme: 35. Platz 15 km klassisch, 41. Platz 5 km klassisch
- 1993 Falun: 11. Platz Staffel, 17. Platz 30 km Freistil, 27. Platz 10 km Verfolgung, 33. Platz 15 km klassisch, 39. Platz 5 km klassisch
- 1995 Thunder Bay: 17. Platz 10 km Verfolgung, 18. Platz 5 km klassisch, 28. Platz 30 km Freistil, 37. Platz 15 km klassisch
- 1997 Trondheim: 13. Platz Staffel, 27. Platz 15 km Freistil, 38. Platz 10 km Verfolgung, 51. Platz 5 km klassisch
- 2001 Lahti: 16. Platz 10 km Skiathlon, 33. Platz 15 km klassisch, 41. Platz 10 km klassisch

## Weltcup-Gesamtplatzierungen
| Saison  | Gesamt | Gesamt | Sprint | Sprint |
| Saison  | Punkte | Platz  | Punkte | Platz  |
| ------- | ------ | ------ | ------ | ------ |
| 1992/93 | 18     | 45.    | -      | -      |
| 1993/94 | 12     | 51.    | -      | -      |
| 1994/95 | 29     | 47.    | -      | -      |
| 1995/96 | 6      | 60.    | -      | -      |
| 1996/97 | 11     | 64.    | 7      | 54.    |
| 2000/01 | 4      | 105.   | -      | -      |